# Eutrema halophilum
Eutrema halophilum là một loài thực vật có hoa trong họ Cải. Loài này được (C.A.Mey.) Al-Shehbaz & Warwick mô tả khoa học đầu tiên năm 2005.